# Якоб, Ханс (футболист)
Ханс Якоб (нем. Hans Jakob; 16 июня 1908, Мюнхен — 24 марта 1994, Регенсбург, Бавария) — немецкий футболист, вратарь. Участник двух довоенных чемпионатов мира (1934, 1938). Участник летних Олимпийских играх 1936 года.

## Биография

### Клубная карьера
В течение 16 сезонов Якоб играл за «Ян» из Регенсбурга, за который в общей сложности сыграл более 1000 матчей. В 1942 году перешёл в мюнхенскую «Баварию», за которую играл в течение трёх сезонов. Затем он перешёл в «Лихтенфельс», в котором отыграл три сезона и в 1948 году завершил карьеру.

### Карьера в сборной
Дебютировал за сборную Германии 2 ноября 1930 года в товарищеском матче со сборной Норвегии — та встреча закончилась со счётом 1:1.
В составе сборной Германии принимал участие на чемпионате мира 1934 года, где сыграл в матче за бронзу со сборной Австрии — Германия выиграла 3:2 и завоевала медали. В составе олимпийской сборной Германии принимал участие на олимпийском футбольном турнире 1936 года, где сыграл в матче со сборной Норвегии (0:2).
На чемпионате мира 1938 года входил в состав сборной, но на поле не выходил. Всего за сборную Германии сыграл 38 матчей.

### Смерть
Скончался 24 марта 1994 года в возрасте 85 лет.